# IC 5288
IC 5288 ist eine Linsenförmige Galaxie vom Hubble-Typ S0 im Sternbild Indianer am Südsternhimmel. Sie ist schätzungsweise 387 Millionen Lichtjahre von der Milchstraße entfernt und hat einen Durchmesser von etwa 130.000 Lichtjahren. 

Im selben Himmelsareal befindet sich u. a. die Galaxie IC 5286.
Das Objekt wurde am 29. August 1900 von DeLisle Stewart entdeckt.